# Moritz Berg (Schauspieler)

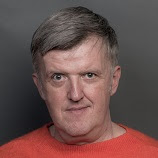
Moritz Berg

Moritz Berg (* 1964 in Hildesheim) ist ein deutscher Komiker und Schauspieler.

## Leben
Moritz Berg gründete, beeinflusst von der Punkbewegung Ende der 1970er Jahre, als Sänger und Gitarrist verschiedene Rockbands und trat Anfang der 1990er Jahre überwiegend solo als Liedermacher mit humorvollen deutschsprachigen Texten auf. Von 1994 bis 1997 absolvierte er eine Ausbildung zum staatlich geprüften Clown an der „TuT – Schule für Tanz, Clown und Theater“  in Hannover und arbeitete zunächst europaweit als Bühnenkomiker und Straßenkünstler.
Nach privater Schauspielausbildung folgten Gastrollen und Engagements an verschiedenen Theatern, unter anderem am Deutschen Theater Berlin. 2006 gastierte er im Berliner Admiralspalast als Hakenfingerjakob in einer Produktion von Brecht/Weills Die Dreigroschenoper unter der Regie von Klaus Maria Brandauer.
Seit 2005 übernimmt er als Filmschauspieler überwiegend Rollen für nationale Fernsehproduktionen. Gelegentlich war er mit Kurzauftritten auch in internationalen Kinoproduktionen, bei denen die Wachowskis, Tom Tykwer und Steven Spielberg Regie führten, zu sehen. In der Märchenverfilmung Das kalte Herz (2016) verkörperte er unter der Regie von Johannes Naber den Schultheiß. In Kurzfilmen spielt Berg überwiegend Hauptrollen. Der Kurzfilm Wenn in einer Winternacht zwei Reisende, in dem Berg einen strengen Polizisten spielt, hatte im Januar 2022 beim Filmfestival Max Ophüls Preis seine offizielle Premiere. In dem Kurzspielfilm Scheißwetter (2022), der bei der Regensburger Kurzfilmwoche seine Uraufführung hatte und auf verschiedenen Filmfestivals gezeigt wurde, war er unter der Regie des Babelsberg-Absolventen und Studenten-Oscar-Preisträgers Jens Kevin Georg als Mann in der Midlife-Crisis an der Seite von Bärbel Schwarz zu sehen.
Berg wird daneben häufig als Episodendarsteller in deutschen Fernsehreihen und Krimiserien eingesetzt. Er hatte Auftritte u. a. in Alles Klara (2012, als Kaninchenzüchter Markus Langbein) und SOKO Leipzig (2014, als Bestatter Kress). Mehrfach war er in der ZDF-Serie SOKO Wismar in verschiedenen Rollen zu sehen. In der 25. Staffel der ARD-Krankenhausserie In aller Freundschaft (2022) hatte er eine Episodenhauptrolle als Patient Friedrich Heinz, der sich anstelle seines Kollegen Giso Zagareli, der ohne Krankenversicherung lebt, behandeln lässt. Er wirkte außerdem in Musikvideos der Bands Virginia Jetzt! und Hämatom und des Rappers LostBoi Lino mit.
Moritz Berg engagiert sich für die gemeinnützige Organisation Red Noses International, für die er seit 2010 regelmäßig als Klinik-Clown auftritt. Berg ist Mitglied im Bundesverband Schauspiel (BFFS) und lebt in Berlin.

## Filmografie (Auswahl)
- 2006: Abschnitt 40 (Fernsehserie, Folge Vertrauensbruch)
- 2009: Doktor Martin (Fernsehserie, Folge An anderer Stelle)
- 2009: Romy (Fernsehfilm)
- 2011: Nacht ohne Morgen (Fernsehfilm)
- 2011–2021: SOKO Wismar (Fernsehserie, drei Folgen, verschiedene Rollen)
- 2011: Tatort: Ein ganz normaler Fall (Fernsehreihe)
- 2012: Morden im Norden (Fernsehserie, Folge Ein Sarg für zwei)
- 2012: Alles Klara (Fernsehserie, Folge Gestreifter Japaner)
- 2012: Cloud Atlas (Kinofilm)
- 2014: SOKO Leipzig (Fernsehserie, Folge Rossis Fall)
- 2014: Stromberg – Der Film (Kinofilm)
- 2014: Danni Lowinski (Fernsehserie, Folge Am Arsch)
- 2014: Schuld nach Ferdinand von Schirach (Fernsehserie, Folge Volksfest)
- 2014: Bridge of Spies (Kinofilm)
- 2016: Sibel & Max (Fernsehserie, Folge Komm zurück!)
- 2016: Die Kinder meines Bruders (Fernsehfilm)
- 2016: Einfach Rosa – Verliebt, verlobt, verboten (Fernsehreihe)
- 2016: Das kalte Herz (Kinofilm)
- 2016: Hilfe, wir sind offline! (Fernsehfilm)
- 2018: Nix Festes (Fernsehserie, Folge Offiziell am Arsch)
- 2018: Endlich Witwer (Fernsehfilm)
- 2018: Aenne Burda – Die Wirtschaftswunderfrau (Fernsehfilm)
- 2019: Die Spezialisten – Im Namen der Opfer (Fernsehserie, Folge Im Bunker)
- 2019: Jenny – echt gerecht (Fernsehserie, Folge Kochende Leidenschaft)
- 2019: Stenzels Bescherung (Fernsehfilm)
- 2021: Die Eifelpraxis: Familiengeheimnisse (Fernsehreihe)
- 2021/2022: Wenn in einer Winternacht zwei Reisende (Kurzfilm)
- 2022: Polizeiruf 110: Hildes Erbe (Fernsehreihe)
- 2022: In aller Freundschaft (Fernsehserie, Folge Halbe Wahrheiten)
- 2022: Scheißwetter (Kurzfilm)
- 2023: Notruf Hafenkante (Fernsehserie, Folge Funkstille)
- 2024: Role Play (Kinofilm)